# Die Zeit, die uns noch bleibt
Die Zeit, die uns noch bleibt ist ein britisches Filmdrama von Anand Tucker aus dem Jahr 2007. Es beruht auf dem gleichnamigen autobiografischen Roman von Blake Morrison.

## Handlung
Der Schriftsteller Blake hält sich nach längerer Zeit mit seiner Ehefrau im Haus seiner Eltern auf. Er wird für sein Wirken mit einem Preis ausgezeichnet, erhält jedoch von seinem Vater Arthur keine Anerkennung. Wie immer geht er leise tadelnd und spöttisch auf die Leistungen seines inzwischen erwachsenen Sohnes ein. Blake leidet unter der Haltung seines Vaters und hätte sich wenigstens anlässlich der Preisverleihung ein „Gut gemacht!“ von ihm gewünscht. Einige Zeit später bricht der Vater beim Anbringen eines Kronleuchters zusammen. Im Krankenhaus wird Krebs im Endstadium festgestellt. Die Ärzte wissen nicht, wie lange Arthur noch leben wird, und Blake zieht schließlich für die letzten Lebenswochen seines Vaters zurück in das Haus seiner Eltern.
Immer wieder erinnert er sich an demütigende Ereignisse aus seiner Kindheit und Jugend. Hat ihm die auftrumpfende Art seines Vaters als Kind imponiert, lastete seine dominierende und in den Mittelpunkt drängende Art bald auf dem sensiblen Jungen. Die Vorstellung, sein Vater könnte eine Affäre mit „Tante“ Beaty haben und seine Cousine Josie in Wirklichkeit seine Halbschwester sein, quälte ihn lange und hat ihn bis ins Erwachsenenalter nicht losgelassen. Andere Szenen der Demütigung – so während eines Familienurlaubs, bei dem der schüchterne und büchervernarrte Jugendliche Blake vor der jungen Hotelbegleitung bloßgestellt wurde – mischen sich mit Erinnerungen an Familienfeiern, bei denen der Vater hemmungslos mit Tante Beaty und anderen Frauen flirtete. Auch Szenen, in denen Blake eine Affäre mit der Haushälterin begonnen hatte und beide fast zusammen von Arthur im Bett erwischt worden wären, kommen Blake wieder zu Bewusstsein. Er will sich mit seinem Vater aussprechen, doch vertröstet der inzwischen bettlägerige Arthur ihn auf einen anderen Tag.
Kurze Zeit später hat sich der Zustand Arthurs so sehr verschlechtert, dass er einnässt und niemanden mehr erkennt. Wenig später verstirbt er, ohne dass eine Aussprache stattgefunden hat. Blake bekennt vor seiner Frau, dass er sich betrogen fühlt. Er kann nicht trauern, sondern lebt seinen stets versteckten Hass gegen den Vater aus, indem er dessen aus der Brust geschnittenen Herzschrittmacher wie eine Trophäe bei sich hat. Die Beerdigung findet statt, und Blake bittet Beaty zur Aussprache. Er will wissen, wie das Verhältnis zwischen ihr und Arthur war. Sie gesteht, dass beide eine Affäre hatten, weil sie in ihrer Ehe unglücklich war. Er habe sie getröstet – ob sie miteinander geschlafen haben, will sie als Erinnerung für sich behalten. Sie verrät ihm jedoch, dass Arthur stets sehr stolz auf ihn gewesen sei, dies jedoch nie zeigen konnte. In einem stillen Moment erinnert sich Blake an den Abschied von seinem Elternhaus kurz vor Beginn der Studienzeit und wie er das Angebot des Vaters, ihn zu fahren, abgelehnt und stattdessen ein Taxi genommen hatte. Er ruft den Moment in Erinnerung, in dem sich beide am Ende umarmt haben und der Vater unterdrückt weinte. Er gesteht seinem Vater nun, dass er ihn vermisst, und beginnt zu weinen.
Wenig später verstreut die Familie Arthurs Asche auf dem Anwesen. Blake erinnert sich an den Moment, als er zum letzten Mal seinen Vater gesehen hat, bevor dieser sich, von der Krankheit gezeichnet, immer unähnlicher wurde. Es war der Moment, als beide den Kronleuchter an die Wand geschraubt hatten und ihn zum ersten Mal anschalteten. Im Strahlen des Leuchters freuten sich beide, bevor der Vater abrupt das Licht löschte und das nächste Projekt in Angriff nahm.

## Produktion
Der Film beruht auf dem Roman And When Did You Last See Your Father? von Blake Morrison, der 1993 erschien und ein Bestseller wurde. Der Film wurde innerhalb von sieben Wochen vor Ort in London, Sussex und Derbyshire sowie in den Twickenham Film Studios gedreht. Die Preisverleihung zu Beginn des Films entstand im Londoner National Liberal Club und das Autorennen am Goodwood Circuit. Andere Szenen entstanden in Petworth Park, am Strand von West Wittering sowie in Brighton. Drehs im und am Haus der Morrisons entstanden in Lodges in Cromford und Weston in Derbyshire.
Die Zeit, die uns noch bleibt erlebte am 12. Juli 2007 auf dem Galway Film Festival seine Erstaufführung und feierte am 23. September 2007 in London offiziell Premiere. In Deutschland ist der Film nicht in den Kinos erschienen.

## Kritik
The Guardian nannte Die Zeit, die uns noch bleibt einen „intelligenten und innigen Film“. Die New York Times schrieb, dass der Film kein bahnbrechendes Werk sei, dafür aber ein intelligent gespieltes, das mit Dramatik und Leidenschaft aufgepeppt werde. Colin Firth sei einer der wenigen Männer, bei denen männlicher Anstand sexy sei.
Der film-dienst nannte den Film ein „auf zwei Zeitebenen spielendes, von überzeugenden Darstellern getragenes Drama um eine Vater-Sohn-Beziehung und die Konfrontation mit Krankheit und Tod, dessen Inszenierung sich allerdings allzu sehr bemüht, die Bitterkeit des Stoffs durch Musik und Bildgestaltung süßlich abzumildern.“

## Auszeichnungen
Jim Broadbent wurde 2008 bei den London Critics Circle Film Awards als bester britischer Schauspieler des Jahres nominiert. Der Film wurde zudem in sieben Kategorien für einen British Independent Film Award nominiert.